# Lepidium basuticum
Lepidium basuticum är en korsblommig växtart som beskrevs av Wessel Marais. Lepidium basuticum ingår i släktet krassingar, och familjen korsblommiga växter. Inga underarter finns listade i Catalogue of Life.